# It's a Wise Child
Pour plus de détails, voir Fiche technique et Distribution.
It's a Wise Child est un film américain pré-Code réalisé par Robert Z. Leonard et sorti en 1931.

## Synopsis
Fondée en 1855, Trivers City est une ville prospère de 20 000 habitants, où les nouvelles se propagent vite. Lorsque Joyce, la fille de Mme Stanton, ignore le président de la banque G. A. Appleby avec qui elle est fiancée, et commence à sortir avec Roger Baldwin, son nouvel employé de banque, son frère Bill craint de perdre sa promotion. Steve, avocat et fiduciaire de la succession de Joyce, est un ami de longue date des Stanton, et joue le rôle de mentor de Joyce tout en cachant le fait qu'il est amoureux d'elle. Lorsque Joyce lui apprend qu'elle est amoureuse de Roger, il exige de s'assurer que le jeune homme est convenable avant d'approuver l'affaire. Joyce refuse de se conformer à sa demande, et lui dit qu'elle ne lui permettra pas de choisir son mari comme il avait autrefois choisi ses vêtements lorsqu'elle était enfant. Après que Joyce ait accepté la proposition de Roger, elle lui dit qu'elle devra rompre ses fiançailles avec G. A. Appleby. Roger est choqué d'apprendre qu'elle était fiancée à son patron, et craint qu'il ne perde son emploi après que Joyce l'ait rejeté.

## Fiche technique
- Réalisation : Robert Z. Leonard
- Scénario : Laurence E. Johnson d'après sa pièce de théâtre It's a Wise Child de 1929[2].
- Producteurs : Marion Davies, Robert Z. Leonard
- Photographie : Oliver T. Marsh
- Montage : Margaret Booth
- Genre : Comédie[1]
- Production : Metro-Goldwyn-Mayer
- Distributeur : Loew's Inc.
- Durée : 83 minutes
- Date de sortie :
  - États-Unis : 11 avril 1931

## Distribution

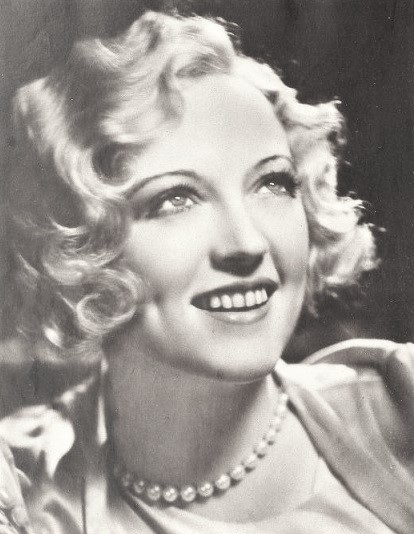
Marion Davies en 1931.

- Marion Davies : Joyce Stanton
- Sidney Blackmer : Steve
- James Gleason : Cool Kelly
- Polly Moran : Bertha
- Lester Vail : Roger Baldwin
- Marie Prevost : Annie Ostrom
- Clara Blandick : Mrs. Stanton
- Robert McWade : G. A. Appleby
- Johnny Arthur : Otho Peabody
- Hilda Vaughn : Alice Peabody
- Ben Alexander : Bill Stanton
- Emily Fitzroy : Jane Appleby